# Heinrich der Vogler (Dichter)
Heinrich der Vogler war ein mittelalterlicher Dichter, wahrscheinlich aus Tirol. Er bearbeitete um 1275 oder 1295/96 das Heldenepos Dietrichs Flucht, ist aber vermutlich nicht sein Verfasser, sondern steuerte nur einen Exkurs gegen die Fürstenwillkür bei. Der Name des Dichters tritt nur im ersten Gedicht auf:
Dise wernde swaere hât Heinrîch der Vogelaere gesprochen und getichtet.